# Estany del Mig (Formiguera)
L'Estany del Mig és un estany situat a 2.240,5 m alt del terme comunal de Formiguera, a la comarca del Capcir, de la Catalunya del Nord.
Està situat a prop de l'extrem occidental del terme de Formiguera, a llevant del Puig de Camporrells i dels Estanys de Camporrells, i al costat sud-est de l'Estany Gros, a la capçalera de la Lladura. A ponent seu hi ha la resta de petit conjunt d'estanys, l'Estany de la Basseta i, finalment, la Basseta, tots ells en els vessants nord-est i est del Pic Peric.